# Orthopyxis bilateralis
Orthopyxis bilateralis är en nässeldjursart som beskrevs av Antsulevich och Tchernova 1997. Orthopyxis bilateralis ingår i släktet Orthopyxis och familjen Campanulariidae. Inga underarter finns listade i Catalogue of Life.